# Argemiro Bohórquez
Argemiro Bohórquez (Bogotá, 28 de enero de 1960) es un exciclista colombiano profesional entre 1985 y 1989.

## Palmarés
1983
- Tour de Guadalupe

1984
- 2 etapas de la Vuelta a Colombia

1987
- 1 etapa del Clásico RCN

## Resultados en Grandes Vueltas
| Carrera         | 1985 | 1986 | 1987 | 1988 | 1989 |
| --------------- | ---- | ---- | ---- | ---- | ---- |
| Giro de Italia  | Ab.  | Ab.  | -    | -    | -    |
| Tour de Francia | -    | Ab.  | 69.º | -    | -    |
| Vuelta a España | -    | -    | 20.º | -    | -    |

-: no participa 

Ab.: abandono

## Equipos
- Onix Sello Negro (1980)
- Perfumería Yaneth (1981)
- Champaña Madame Collette-Hotel Barlovento (1982)
- Banco de Colombia (1983)
- Pilas Varta (1984)
- Café de Colombia-Varta-Mavic (1985)
- Colpatria (1985)
- Fagor (1986)
- Café De Colombia (1987-1988)
- Pony Malta (1989)